# Porzellan-Manufaktur Ludwigsburg
Porzellan-Manufaktur Ludwigsburg var en porslistillverkare i Ludwigsburg, Württemberg, grundad 1756.
1758 övertogs fabriken av hertig Carl Eugen av Württemberg. Hertigen inkallade 1759 Jakob Josef Ringler som tidigare varit verksam vid Höchster Porzellanmanufaktur, Porzellanmanufaktur Nymphenburg och Wiener Porzellanmanufaktur. Fabrikens höjdpunkt var under 1760-talet, då den württembergska hertigen en tid var bosatt i Ludwigsburg. Mot slutet av 1700-talet började nedgången, och 1824 måste fabriken läggas ned.
Under 1900-talet återupptog man porslinstillverkningen i Ludwigsburg.